# العلاقات الكوبية اللاوسية
العلاقات الكوبية اللاوسية هي العلاقات الثنائية التي تجمع بين كوبا ولاوس.

## مقارنة بين البلدين
هذه مقارنة عامة ومرجعية للدولتين:
| وجه المقارنة                                              | كوبا                              | لاوس        |
| --------------------------------------------------------- | --------------------------------- | ----------- |
| المساحة (كم2)                                             | 109.88 ألف                        | 236.80 ألف  |
| عدد السكان (نسمة)                                         | 11.48 مليون                       | 6.86 مليون  |
| الكثافة السكانية (ن./كم²)                                 | 104.48                            | 28.97       |
| العاصمة                                                   | هافانا                            | فيينتيان    |
| اللغة الرسمية                                             | اللغة الإسبانية                   | اللغة اللاو |
| العملة                                                    | بيزو كوبي، بيزو كوبي قابل للتحويل | كيب لاوي    |
| الناتج المحلي الإجمالي (بليون دولار)                      | 87.13 مليار                       | 16.85 مليار |
| الناتج المحلي الإجمالي (تعادل القوة الشرائية) بليون دولار |                                   | 38.71 مليار |
| الناتج المحلي الإجمالي الاسمي للفرد دولار أمريكي          |                                   | 1.82 ألف    |
| الناتج المحلي الإجمالي للفرد دولار أمريكي                 |                                   |             |
| مؤشر التنمية البشرية                                      | 0.769                             | 0.575       |
| رمز المكالمات الدولي                                      | +53                               | +856        |
| رمز الإنترنت                                              | .cu                               | .la         |
| المنطقة الزمنية                                           | 00                                | ت ع م+07:00 |

## منظمات دولية مشتركة
يشترك البلدان في عضوية مجموعة من المنظمات الدولية، منها:
| علم المنظمة | اسم المنظمة                   | تاريخ انضمام كوبا | تاريخ انضمام لاوس |
| ----------- | ----------------------------- | ----------------- | ----------------- |
|             | الأمم المتحدة                 | 24 أكتوبر 1945    | 14 ديسمبر 1955    |
|             | منظمة الشرطة الجنائية الدولية | ?                 | ?                 |
|             | منظمة حظر الأسلحة الكيميائية  | ?                 | ?                 |
|             | يونسكو                        | 29 أغسطس 1947     | 9 يوليو 1951      |

## وصلات خارجية
- موقع وزارة الخارجية الكوبية